# Samsung Galaxy Grand 2
Samsung Galaxy Grand 2 este un smartphone dezvoltat de Samsung Electronics anuntat prima dată în 26 noiembrie 2013. Telefonul are procesor quad core la 1,2 GHz, memorie RAM de 1,5 GB, cu o memorie internă de 8GB care poate fi extinsă până la 64 GB folosind un card microSD. Telefonul suportă 2G,3G și 4G.Sistemul de navigație este A-GPS și GLONASS cu Google Maps. Telefonul rulează Android Os 4.4.2(KitKat).
Samsung Galaxy Grand 2 are o cameră primară de 8 MP care este capabilă de o rezoluție înaltă și filmare video. Camera principală este capabilă pentru video Full HD la 1920x1080p. Camera vine cu LED flash care este capabil pentru a ilumina. Camera secundară este de 1.9 MP. Autofocus, Geo-tagging, Touch Focus și Face Detection sunt câteva dintre facilitățile telefonului.

## Detalii
Samsung Galaxy Grand 2 rulează Android 4.4.2 cu TouchWiz Nature UX. De asemenea, are aplicații Google și aplicații Samsung printre care: ChatON,Group Play, S Suggest, S Voice, All Share Play și Samsung Apps.
Telefonul este lansat în 2 variante: SM-G7102 cu dual-sim și SM-G7105 cu LTE support, dual-sim și dual standby.
Samsung Galaxy Grand 2 are ecran de 5,24 inch cu High Definition TFT cu o rezoluție de 1280x720.